# Margaret Sylvia Gilliland
Margaret Sylvia Gilliland (8 de septiembre de 1917 - 18 de mayo de 1990) fue una bioquímica, académica y activista antinuclear australiana. 
Hija de Robert Dugald Bertie y Kathleen Crommelin, nació Margaret Sylvia Bertie en Grenfell, Nueva Gales del Sur; su tío Charles Henry Bertie era bibliotecario e historiador. Recibió una licenciatura en bioquímica de la Universidad de Melbourne. En 1942 se casó con Alexander Forbes Gilliland (murió en 1958); La pareja tuvo tres niños. Más tarde, Gilliland trabajó como demostradora de bioquímica en la Universidad de Queensland, donde también fue miembro activo de la Asociación de Mujeres Universitarias de Queensland. Recibió una maestría en ciencias de la Universidad en 1962, con su tesis de maestría sobre metaolosim de streptomyces aislados del suelo, y se convirtió en profesora al año siguiente. En 1969, pasó un año estudiando en la Universidad de California, San Diego, financiado por una beca de posgrado proporcionada por la Asociación Estadounidense de Mujeres Universitarias. 
En 1973, Gilliland ayudó a organizar una expedición con el Grupo de Protesta Yooringa al atolón de Moruroa para protestar e intentar detener las pruebas nucleares francesas en el Pacífico. Gilliand llamó la atención nacional por este viaje como abuela protestante.  Esta expedición finalmente fue cancelada debido a problemas con la cobertura del seguro.  Los artículos del Yooringa Protest Group, recopilados por Gilliland, y sus artículos personales están disponibles en los Archivos de la Universidad de Queensland. En 1978, ayudó a establecer un programa multidisciplinario en salud comunitaria a nivel de maestría para la Universidad de Queensland y se desempeñó como directora del programa. Un objetivo central de este curso era abordar la desnutrición en el sudeste asiático y estaba abierto a estudiantes de posgrado de la región con un componente principal de cinco meses de trabajo de campo en Filipinas .  Posteriormente amplió su alcance a Tailandia, Malasia, Fiji y partes de África. Se retiró de la Universidad en 1988. Murió en Karana Downs a la edad de 72 años 

## Publicaciones
- Gilliland, MS (1960). Bioquímica: Manual de laboratorio de Bioquímica Elemental, Bioquímica II y Bioquímica Clínica III. Prensa de la Universidad de Queensland.
- Gilliland, MS (1962). "Las actividades metabólicas y culturales de un streptomyces aislado del suelo ". Facultad de Medicina de la Universidad de Queensland.
- Gilliland, MS (1963). Bioquímica: manual de laboratorio de Bioquímica II y Bioquímica Clínica III. ([2ª ed.]). Prensa de la Universidad de Queensland.
- Gilliland, MS y grupo de protesta Yooringa. (1973). "Efímera del grupo de protesta Yooringa ".
- Gilliland, MS y grupo de protesta Yooringa. (1973). Documentos relacionados con el grupo de protesta Yooringa .